# Mount Griffith
Mount Griffith ist ein 3095 m hoher Berg im westantarktischen Marie-Byrd-Land. Er ragt 6 km nordnordöstlich des Mount Vaughan in den zum Königin-Maud-Gebirge gehörenden Hays Mountains auf.
Erstmals gesichtet und grob kartiert wurde er im Dezember 1929 von der Mannschaft um den Geologen Laurence McKinley Gould (1896–1995) bei der Byrd Antarctic Expedition (1928–1930). Eine Vermessung nahm die Gruppe um den Geologen Quin Blackburn (1900–1981) bei Byrds zweiter Antarktisexpedition (1933–1935) im Dezember 1934 vor. Der Expeditionsleiter Richard Evelyn Byrd benannte ihn nach dem Filmproduzenten Raymond Griffith (1895–1957) von der 20th Century Fox, der bei der Auswahl und der Zusammenstellung von Filmmaterial über Byrds Forschungsreisen behilflich war.